# Friedhof Woringen

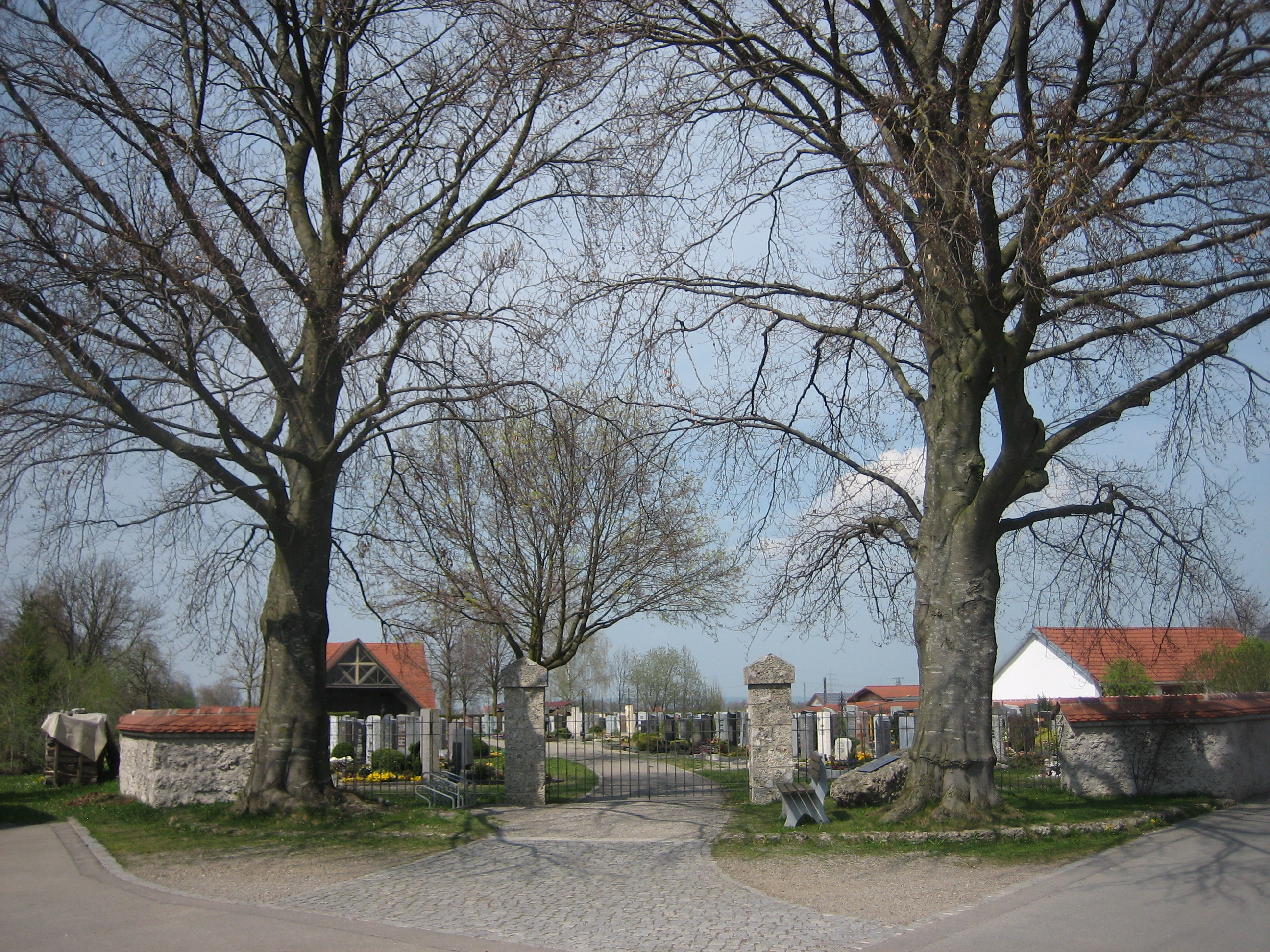
Eingang zum Friedhof in Woringen

Der Friedhof in Woringen befindet sich auf dem Gelände der ehemaligen katholischen Pfarrkirche St. Martin in Woringen und stand mit der Objekt-Nummer D-7-78-219-4 unter Denkmalschutz; in der aktuellen Liste ist er nicht mehr aufgeführt.

## Geschichte
Die katholische Pfarrkirche St. Martin wurde am 8. April 1806 trotz des Widerstands des letzten Pfarrers von Woringen, Adalbert Scholl, abgebrochen. Das Baumaterial wurde für die Neuerrichtung des Pfarrhofs in der südlichen Nachbargemeinde Zell verwendet. Die drei mittelalterlichen Grabsteine der Geschwister Ursula, Madlena und Barbara Unold von 1675 neben dem Leichenhaus standen unter Denkmalschutz. 

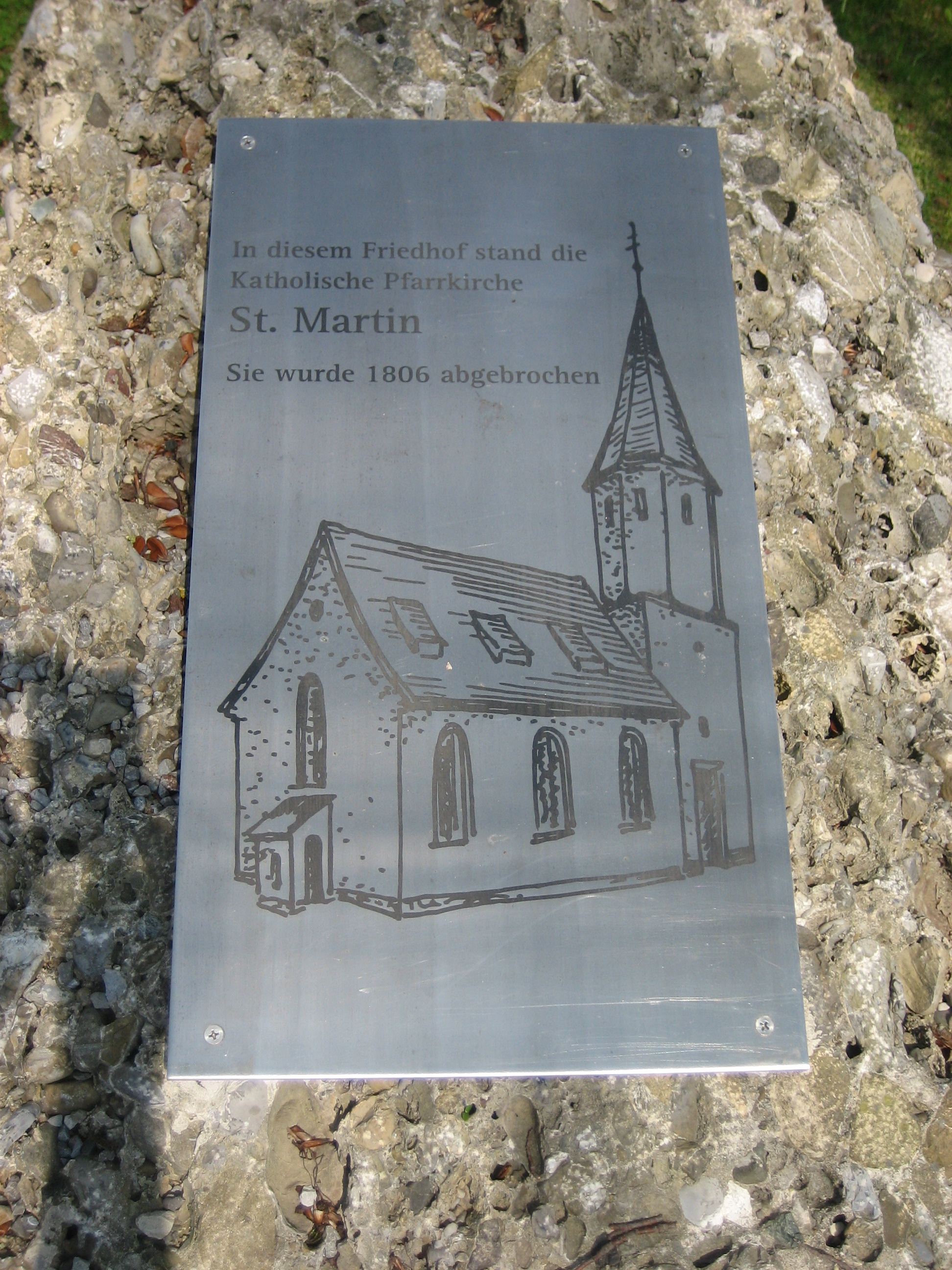
Infotafel ehemalige Pfarrkirche St. Martin
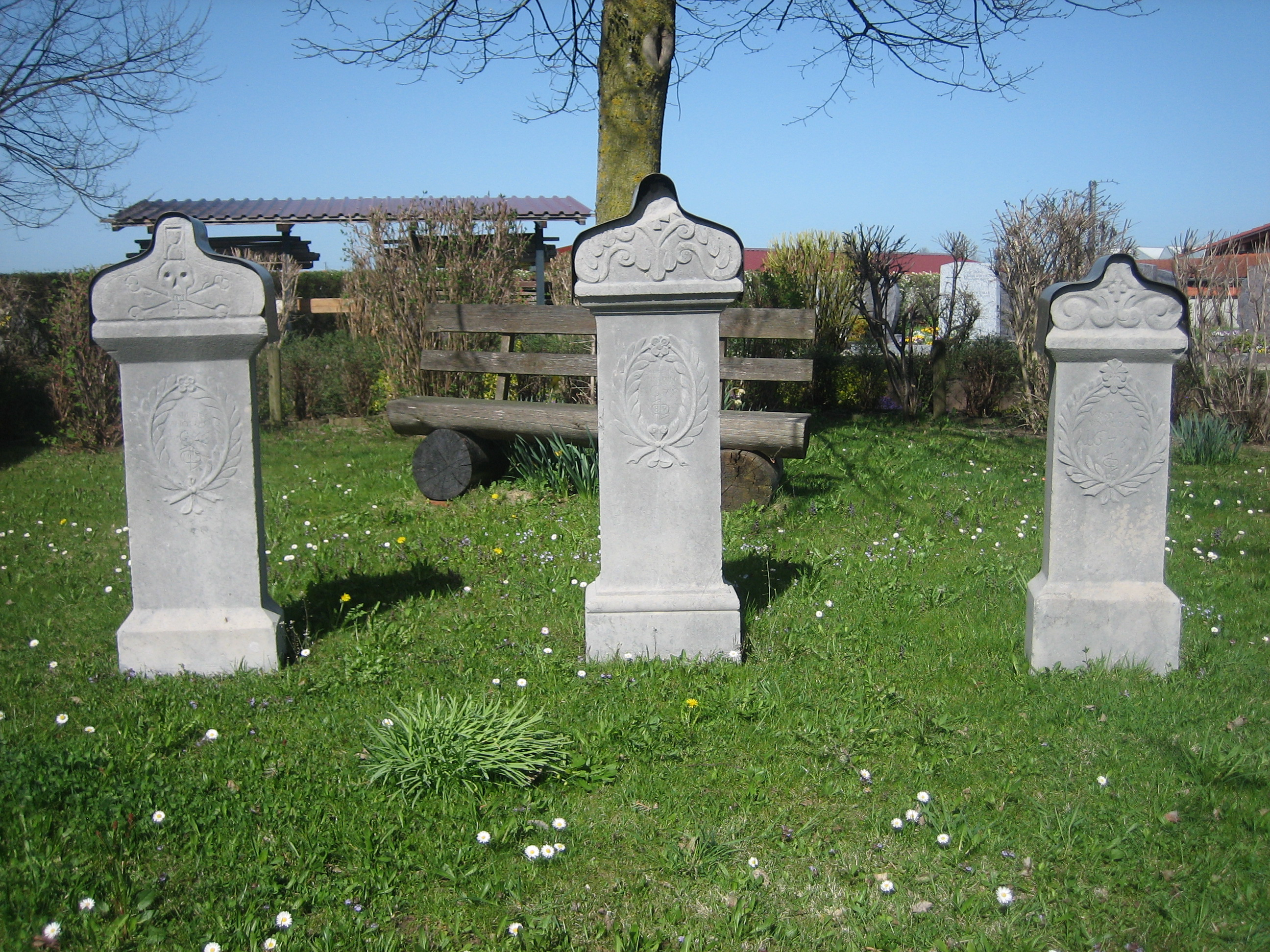
Ehemals denkmalgeschützte Grabsteine von 1675 der Geschwister Unold
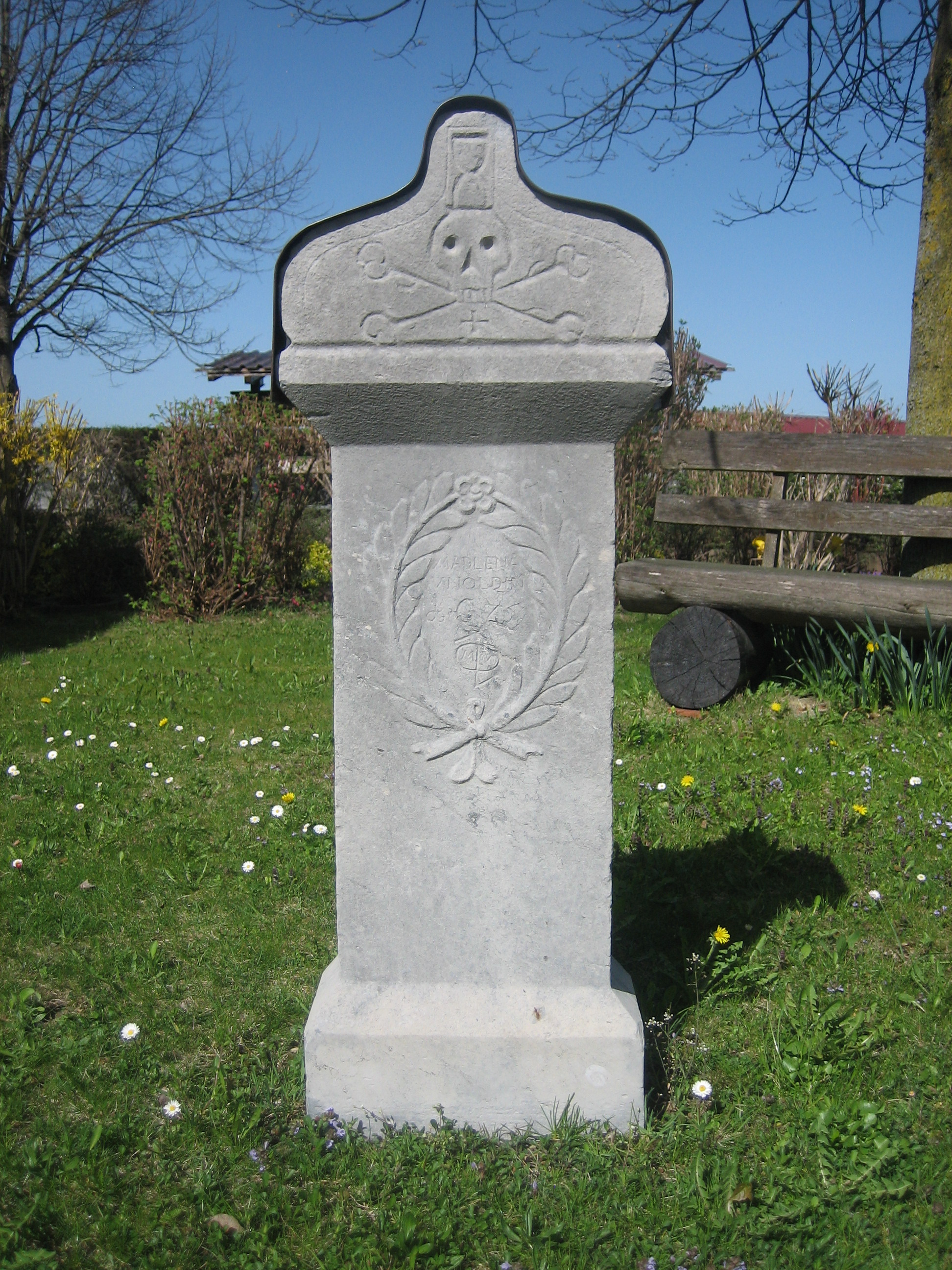
Grabstein der Madlena Unold, 1675